# Francesco Valguarnera Arrighetti
Francesco Valguarnera Arrighetti (koninkrijk Sicilië, 1656 - aldaar, 1704) was een edelman, gouverneur en rechter in het koninkrijk Sicilië, dat deel uitmaakte van het Spaanse Rijk.

## Levensloop
Arrighetti was een zoon van Giuseppe Valguarnera Lanza (1635-1656) en werd geboren in hetzelfde jaar als zijn vader overleed. Arrighetti volgde zijn vader op in diens feodale vorstendommen. Zo werd hij derde prins van Valguarnera en achtste graaf van Assoro. In 1666 liet hij de leen Cuticeli verkopen, dat tot dan een deel was van het graafschap Assoro. Koning Karel II van Spanje bevestigde hem als graaf van Assoro (1666).
In 1674 werd Arrighetti vicaris-generaal van Val Demone, wat te omschrijven is als gouverneur. Val Demone was in de Spaanse Tijd een van de drie provincies van Sicilië. Arrighetti werd er gouverneur om het oproer te bedwingen aangezien Val Demone samen met de stad Messina in opstand kwam tegen de Spaanse Kroon (1674-1678). Hij liet de forten verstevigen.
Nadat de revolte was neergeslagen (1678) werd Arrighetti bevorderd tot kapitein van justitie van Palermo (1679). Vanaf 1686 werd hij pretor van Palermo; met dit ambt werd hij een belangrijke rechter in burgerlijke zaken in de hoofdstad van Sicilië. 
Zijn echtgenote was Antonia Grifeo e Grimaldi, vierde markiezin van Regiovanni en vierde prinses van Gangi. Hun zoon Giuseppe, vijfde prins van Gangi, overleed in het jaar 1700 zodat Arrighetti hem nog overleefde.
Koning Karel II vereerde Arrighetti met de titel van kamerheer van de koning en met het ridderschap in de Orde van Sint-Jacob van het Zwaard.

## Wapenschilden

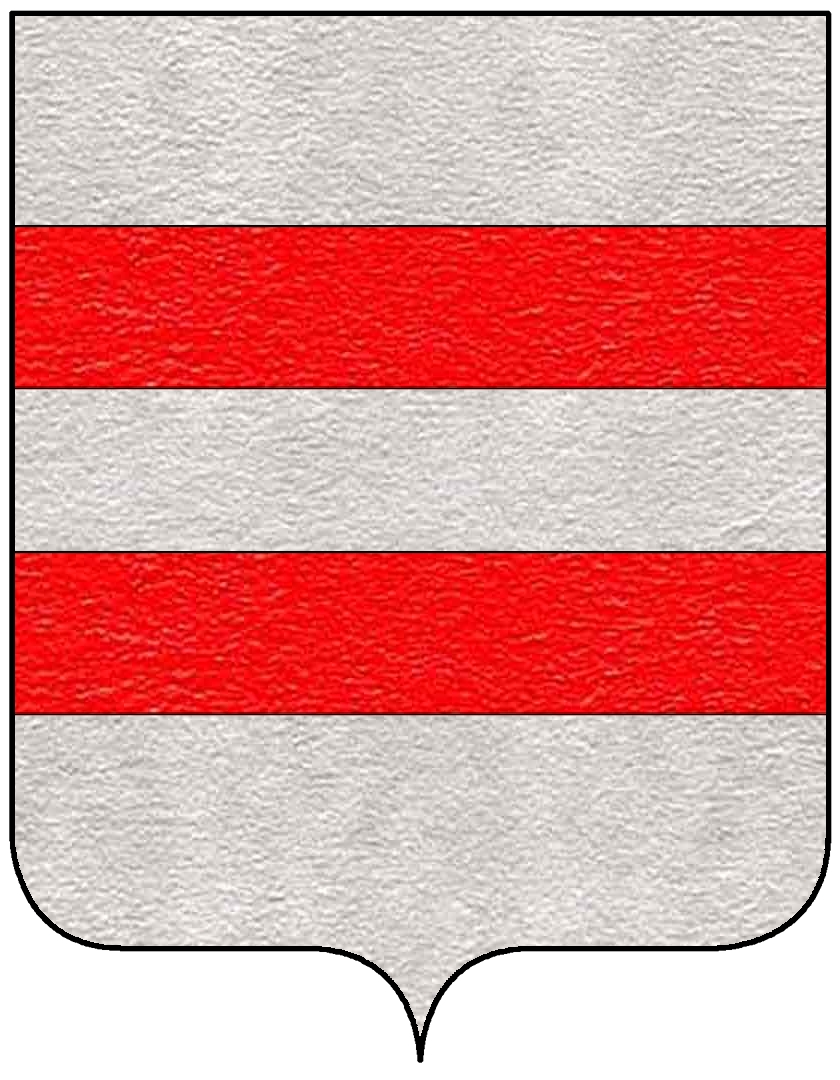
Prinsen van Valguarnera
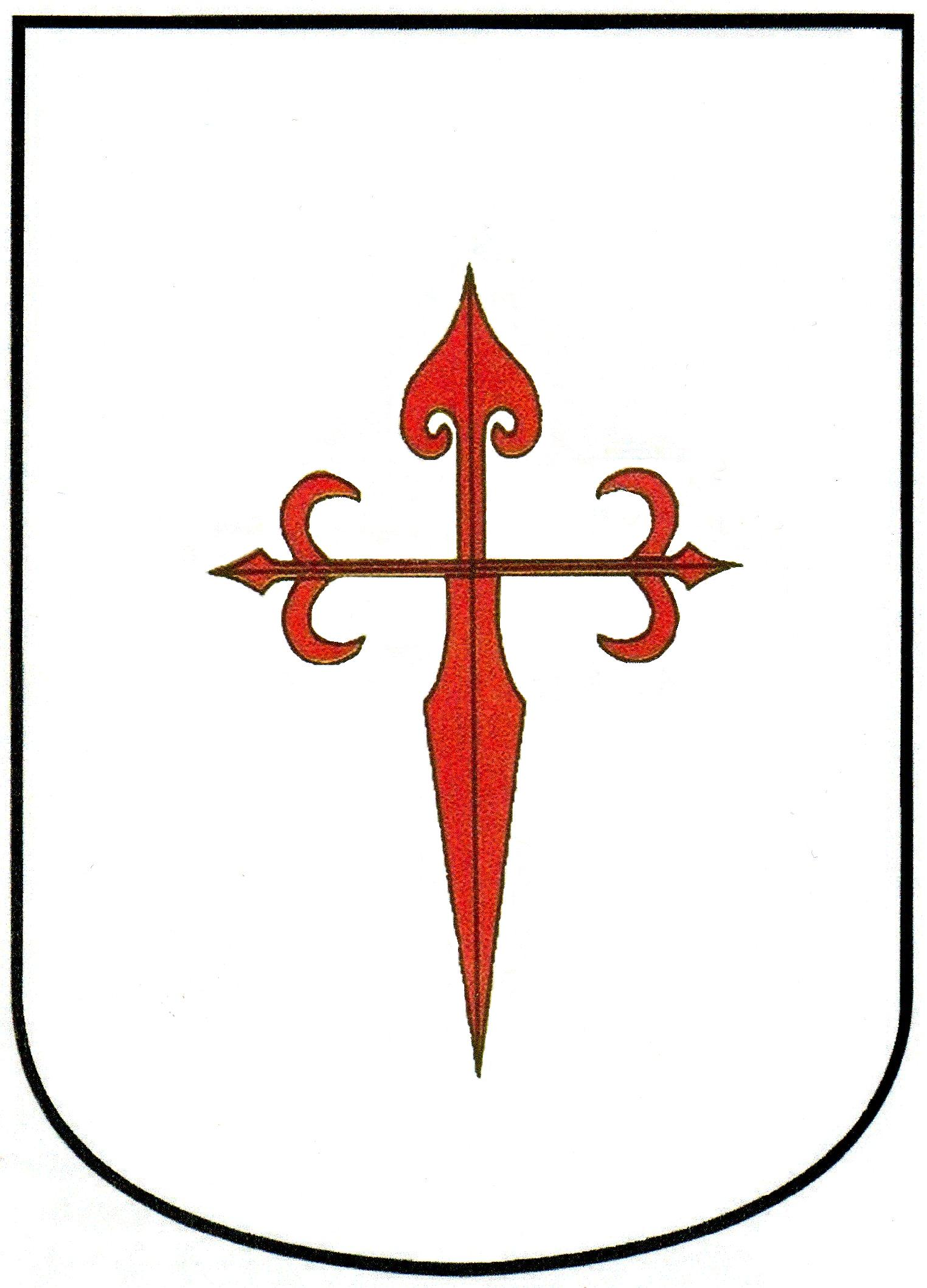
Ridders van Orde van Sint-Jacob van het Zwaard (Spanje)